# Awarua Radio Station
Die Awarua Radio Station, die vereinzelt auch als Awarua Marine Radio Station bezeichnet wird, war eine Funkstation des früheren New Zealand Post & Telegraph Department auf der Südinsel von Neuseeland.

## Geographie
Die Funkstation befand sich am südlichen Ende der Südinsel, in den Awarua Plains zwischen dem Stadtzentrum von Invercargill, rund 10,5 km nördlich entfernt, und Bluff, ebenfalls rund 10,5 km entfernt, aber in entgegengesetzter Richtung. Von dem New Zealand State Highway 1 aus zu erreichen, der rund 500 m in nordwestlicher Richtung vorbeiführt, können die Gebäude der Anlage heute noch als Museum besichtigt werden.

## Geschichte
Im Dezember 1909 fand in Melbourne, Australien eine Konferenz zu dem Thema drahtlose Telegrafie statt. Dort diskutierte man die Möglichkeit der drahtlose Telegrafie zwischen Neuseeland, Australien und den Pazifikinseln. Im Anschluss an die Konferenz gab die neuseeländische Regierung zwei leistungsstarke Funkstationen mit den Standorten in Awarua auf der Südinsel und Kaitaia auf der Nordinsel in Auftrag. Vier Funkstationen mit geringerer Leistung wurden in Auckland, in Wellington, auf den Chatham Islands und an Bord des damaligen Regierungsdampfers Tutanekai installiert.
Trotz der politischen Spannungen der damaligen Zeit mit Deutschland entschied sich wegen der niedrigen Installations- und Betriebskosten seinerzeit die neuseeländische Regierung für das System der Firma Telefunken. Deutsche Techniker und Bauleute der Firma Telefunken kamen und errichteten die Gebäude und die Sendeanlage nach dem Vorbild ihrer Versuchsstation in Nauen, rund 33 km westnordwestlich vom Stadtzentrum von Berlin, ein.
Am 18. Dezember 1913 wurde die Sendeanlage mit dem Rufzeichen „VLB“ in Betrieb genommen. Sie diente als eine wichtige Kommunikationsverbindung zu Schiffen und Flugzeugen im südlichen Teil von Neuseeland und über das Meer. Mit einer Leistung von 50 kW kam der Sender auf eine Reichweite von 6000 Meilen (11.112 km) und kommunizierte mit Antarktisexpeditionen, unterstützte das Personal von Leuchttürmen und anderen abgelegenen Orten in Neuseeland, konnte Notrufe entgegennehmen und half bei der Seenotrettung. Auch übermittelte die Station Wetterberichte und -vorhersagen. Zwischen 1956 und 1967 wickelte die Sendestation den gesamten Funkverkehr zwischen Neuseeland und der Scott Base ab. Zum 1. Januar 1929 wurde das Rufzeichen der Anlage von „VLB“ nach „ZLB“ geändert. 
1924 mit einem Kurzwellensender ausgestattet kommunizierte die Station mit der norwegischen Walfangflotte im Rossmeer, 1930 mit der Antarktisexpedition von Richard Evelyn Byrd und 1933 das Flugrennen von Charles Kingsford Smith, der vom Strand des Seven Mile Beach in New South Wales nach Neuseeland startete. Während des Zweiten Weltkriegs war die Awarua Radio Station eine von sechzehn Stationen, die mit Funkpeilgeräten ausgestattet waren. Mit den Fortschritten in der Satellitenkommunikation wurde der Sendebetrieb am 30. August 1991 eingestellt.

## Die Anlage der Station
Die Anlage, die heute noch vorhanden ist, besteht aus den drei ursprünglichen Stationsgebäuden (1912) und den Personalunterkünften. Im Einzelnen:
- ein Gebäude, das als heute als Museum genutzt wird
- Wasch-/Toilettengebäude für die Herberge (ursprüngliche Werkstatt/Feuerwehrunterkunft)
- drei deutsche Cottages (Personalunterkünfte)
- Gebäude mit der ursprüngliche Sendestation
- die Herberge (ursprüngliche Empfangsstation)
- Fundament des Sendemasts (der Mast existiert heute nicht mehr)

Der Sendemast, der heute nicht mehr existiert, besaß eine Höhe von 410 Fuß (rd. 125 m).